# Eurymastinocerus vazquezae
Eurymastinocerus vazquezae är en skalbaggsart som beskrevs av Wittmer 1986. Eurymastinocerus vazquezae ingår i släktet Eurymastinocerus och familjen Phengodidae. Inga underarter finns listade i Catalogue of Life.